# Posielje (rejon iwołgiński)
Posielje (ros. Поселье) – wieś w Rosji, w Buriacji, w rejonie iwołgińskim. W 2010 liczyła 3797 mieszkańców.